# 敘利亞禮天主教大馬士革總教區
敘利亞禮天主教大馬士革總教區（拉丁語：Archieparchia Damascena Syrorum）是敘利亞一個東儀天主教總教區（敘利亞禮）。
1633年與羅馬共融。2009年有教友14,000人，下轄五個堂區、九名司鐸。現任教區總主教為額我略·厄里亞·塔貝。